# 御幸村 (愛媛県)
御幸村（みゆきむら）は愛媛県和気郡のち温泉郡にあった村である。

## 沿革
- 1889年12月15日 - 町村制施行により和気郡祝谷村、山越村、姫原村が合併し和気郡御幸村として発足。村名は、古代に天皇が道後温泉に来浴した際に、行在所となったことによる[1]。
- 1897年4月1日 - 和気郡が温泉郡に編入され温泉郡御幸村となる。
- 1899年7月31日 - 祝谷地区が温泉郡道後村に編入される。
- 1926年2月11日 - 素鵞村、雄群村、朝美村とともに松山市へ編入され消滅。

## 地理

### 山岳
- 御幸寺山

### 河川
- 大川
- 大法寺川

## 教育
- 御幸尋常小学校

## 名所・旧跡
- 還熊八幡神社
- 法華寺
- 御幸寺